# 蓋施里本施泰因山

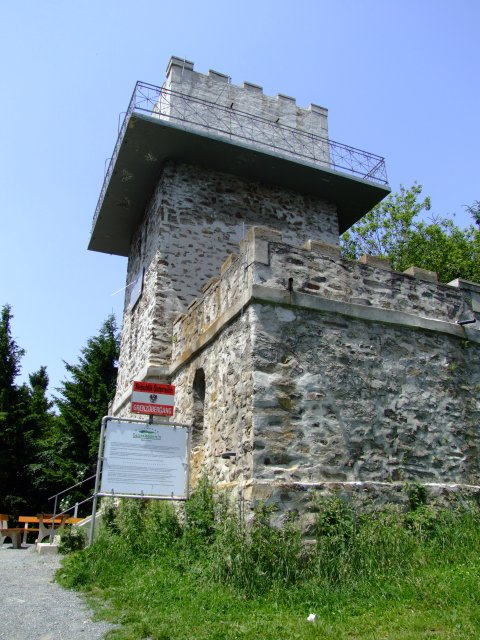

47°21′10.4″N 16°26′2″E / 47.352889°N 16.43389°E
蓋施里本施泰因山（德語：Geschriebenstein），是中歐山峰，位於奧地利和捷克接壤的邊界，屬於克塞格山脈的一部分，海拔高度884米，每年平均降雨量1,139毫米。